# Route nationale 799
Die Route nationale 799, kurz N 799 oder RN 799, war eine französische Nationalstraße, die von 1933 bis 1973 in zwei Teilstücken zwischen einer Kreuzung mit der Route nationale 798 nordwestlich von Laval und Saint-Lô verlief. Ihre Gesamtlänge betrug 123 Kilometer. 1978 übernahm die N176 ein kurzes Stück der N799 westlich aus Saint-Hilaire-du-Harcouët heraus.